# 조지 산타야나

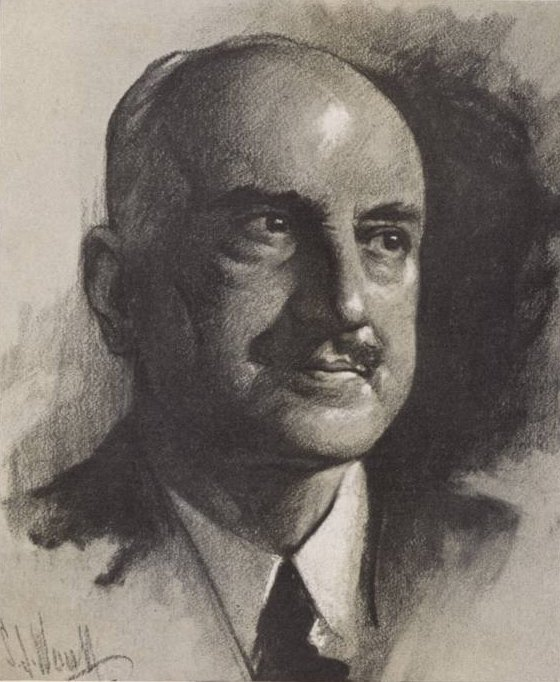
조지 산타야나

조지 산타야나(George Santayana, 1863년 12월 16일 ~ 1952년 9월 26일)는 스페인 태생 미국의 철학자, 시인, 평론가이다.

## 생애
생후 얼마 안 되어 양친이 별거하자 처음에는 아버지 밑에서 자랐고 8세 때 어머니가 있는 보스턴으로 갔다. 하버드 대학을 졸업하고 교수가 되었으나 1912년에 사직하고 영국, 프랑스에서 살다가 1925년 이후에는 로마에 정착하였다. 제2차 세계 대전 중에는 로마의 사원에서 가톨릭적 자유사상가로 지냈다.
산타야나의 사상은 어느 학파에도 속하지 않는 독특한 것으로서 실재론과 관념론을 결합시키려고 한다. 물질적 실재의 존재는 합리적으로는 증명되지 않고, 존재에 관한 신념은 모두 비합리적 '동물적 신앙'에 바탕을 둔다고 하면서도 우리는 '본질'이라고 하는 보편적인 것에 대한 확실한 지식을 갖고 있다고 주장한다. 견고한 자연주의와 아름다운 낭만주의를 결합하려고 하는 것은 산타야나 사상의 특징이다.

## 유명한 경구
과거의 일을 기억하지 못하는 자들은 과거의 일을 반복하고야 만다. (Those who cannot remember the past are condemned to repeat it.)

## 작품
- 마지막 청교도, 소설.

## 같이 보기
- 러셀 커크
- 보수주의